# Den Politiske Kandestøber
Den Politiske Kandestøber är Ludvig Holbergs första komedi. Han skrev den på uppmaning från Grønnegadeteaterns direktör, och stycket uppfördes 1722 på samma teater. Stycket blev tryckt första gången året därpå.
Stycket handlar om en ofarlig småborgare, till yrket tenngjutare (danska: kandestøber), som vill engagera sig i politik och därför försummar sitt arbete. Han inbillas att han blir vald till stadens borgmästare, och det går därefter upp för honom, att värvet är förbundet med både ansvar och svåra beslut.
Det svenska ordet kannstöpare eller uttrycket politisk kannstöpare är hämtat från Holbergs komedi och används i överförd bemärkelse för en person som uttalar sig om politik eller andra offentliga angelägenheter utan att ha tillräckliga kunskaper.